# 47. ceremonia wręczenia Cezarów
47. ceremonia wręczenia francuskich nagród filmowych Cezarów za rok 2021 odbyła się 25 lutego 2022 roku w sali koncertowej Olympia.
Nominacje do tej edycji nagród zostały ogłoszone 26 stycznia 2022 roku.
Galę wręczenia nagród prowadził Antoine de Caunes.

## Laureaci i nominowani

### Najlepszy film
Producenci − Film
- Oliver Delbosc i Sidonie Dumas – Stracone złudzenia
  - Leos Carax i Charles Gillibert – Annette
  - Valérie Lemercier, Alice Girard, Sidonie Dumas i Edouard Weil – Aline. Głos miłości
  - Elisabeth Perez i Catherine Corsini – Podziały
  - Cédric Jimenez i Hugo Sélignac – Północny bastion
  - Alice Girard, Audrey Diwan i Edouard Weil – Zdarzyło się

### Najlepszy film zagraniczny
Reżyser − Film • Kraj produkcji
- Florian Zeller – Ojciec (Wielka Brytania i Francja)
  - Saeed Roustayi – 30 gramów (Iran)
  - Juho Kuosmanen – Przedział nr 6 (Finlandia, Estonia, Niemcy i Rosja)
  - Ryūsuke Hamaguchi – Drive My Car (Japonia)
  - Kelly Reichardt – Pierwsza krowa (Stany Zjednoczone)
  - Pedro Almodóvar – Matki równoległe (Hiszpania)
  - Joachim Trier – Najgorszy człowiek na świecie (Norwegia, Francja, Dania i Szwecja)

### Najlepszy film debiutancki
- Magnetyczni – Vincent Maël Cardona
  - Chmara – Just Philippot
  - Duch śniegów – Marie Amiguet i Laurent Baujard
  - Gagarine – Fanny Liatard i Jérémy Trouilh
  - Slalom – Charlène Favier

### Najlepszy reżyser
- Leos Carax – Annette
  - Valérie Lemercier – Aline. Głos miłości
  - Arthur Harari – Onoda - 10 000 nocy w dżungli
  - Cédric Jimenez – Północny bastion
  - Xavier Giannoli – Stracone złudzenia
  - Julia Ducournau – Titane
  - Audrey Diwan – Zdarzyło się

### Najlepszy scenariusz oryginalny
- Vincent Poymiro i Arthur Harari – Onoda - 10 000 nocy w dżungli
  - Valérie Lemercier i Brigitte Buc – Aline. Głos miłości
  - Ron Mael, Leos Carax i Russell Mael – Annette
  - Nicolas Bouvet, Simon Moutaïrou i Yann Gozlan – Czarna skrzynka
  - Agnès Feuvre, Laurette Polmanss i Catherine Corsini – Podziały

### Najlepszy scenariusz adaptowany
- Jacques Fieschi i Xavier Giannoli – Stracone złudzenia
  - Yvan Attal i Yaël Langmann – Oskarżony
  - Léa Mysius, Jacques Audiard i Céline Sciamma – Paryż, 13 dzielnica
  - Mathieu Amalric – Trzymaj mnie mocno
  - Audrey Diwan i Marcia Romano – Zdarzyło się

### Najlepszy aktor
- Benoît Magimel – Dopóki żyję jako Benjamin
  - Damien Bonnard – Niespokojni hako Damien
  - Adam Driver – Annette jako Henry McHenry
  - Gilles Lellouche – Północny bastion jako Greg Cerva
  - Vincent Macaigne – Nocny lekarz jako Mikael
  - Pio Marmaï – Podziały jako Yann
  - Pierre Niney – Czarna skrzynka jako Matthieu Vasseur

### Najlepsza aktorka
- Valérie Lemercier – Aline. Głos miłości jako Aline Dieu
  - Leïla Bekhti – Niespokojni jako Leïla
  - Valeria Bruni Tedeschi – Podziały jako Raf
  - Laure Calamy – Światowa kobieta jako Marie
  - Virginie Efira – Benedetta jako Benedetta Carlini
  - Vicky Krieps – Trzymaj mnie mocno jako Clarisse
  - Léa Seydoux – France jako France de Meurs

### Najlepszy aktor w roli drugoplanowej
- Vincent Lacoste – Stracone złudzenia jako Etienne Lousteau
  - François Civil – Północny bastion jako Antoine
  - Xavier Dolan – Stracone złudzenia jako Nathan d'Anastazio
  - Karim Leklou – Północny bastion jako Yass
  - Sylvain Marcel – Aline. Głos miłości jako Guy-Claude Camard

### Najlepsza aktorka w roli drugoplanowej
- Aissatou Diallo Sagna – Podziały jako Kim
  - Jeanne Balibar – Stracone złudzenia jako Marquise d’Espard
  - Cécile de France – Stracone złudzenia jako Louise de Bargeton
  - Adèle Exarchopoulos – Mandibles jako Agnès
  - Danielle Fichaud – Aline. Głos miłości jako Sylvette Dieu

### Nadzieja kina (aktor)
- Benjamin Voisin – Stracone złudzenia jako Lucien de Rubempré
  - Sandor Funtek – Suprêmes jako Kool Shen
  - Sami Outalbali – Historia o miłości i pożądaniu jako Ahmed
  - Thimotée Robart – Magnetyczni jako Philippe
  - Makita Samba – Paryż, 13 dzielnica jako Camille

### Nadzieja kina (aktorka)
- Anamaria Vartolomei – Zdarzyło się jako Anne Duchesne
  - Noée Abita – Slalom jako Lyz
  - Salomé Dewaels – Stracone złudzenia jako Coralie
  - Agathe Rousselle – Titane jako Alexia/Adrien
  - Lucie Zhang – Paryż, 13 dzielnica jako Émilie

### Najlepsza muzyka
- Annette – Ron Mael i Russell Mael
  - Północny bastion – Guillaume Roussel
  - Czarna skrzynka – Philippe Rombi
  - Paryż, 13 dzielnica – Rone
  - Duch śniegów – Nick Cave i Warren Ellis

### Najlepsze zdjęcia
- Stracone złudzenia – Christophe Beaucarne
  - Annette – Caroline Champetier
  - Onoda - 10 000 nocy w dżungli – Tom Harar
  - Paryż, 13 dzielnica – Paul Guilhaume
  - Titane – Ruben Impens

### Najlepszy montaż
- Annette – Nelly Quettier
  - Północny bastion – Simon Jacquet
  - Czarna skrzynka – Valentin Féron
  - Podziały – Frédéric Baillehaiche
  - Stracone złudzenia – Cyril Nakache

### Najlepsza scenografia
- Stracone złudzenia – Riton Dupire-Clément
  - Aline. Głos miłości – Emmanuelle Duplay
  - Annette – Florian Sanson
  - Palce lizać – Bertrand Seitz
  - Eiffel – Stéphane Taillasson

### Najlepsze kostiumy
- Stracone złudzenia – Pierre-Jean Laroque
  - Aline. Głos miłości – Catherine Leterrier
  - Annette – Pascaline Chavanne
  - Palce lizać – Madeline Fontaine
  - Eiffel – Thierry Delettre

### Najlepszy dźwięk
- Annette – Erwan Kerzanet, Katia Boutin, Maxence Dussère, Paul Heymans, i Thomas Gauder
  - Aline. Głos miłości – Olivier Mauvezin, Arnaud Rolland, Edouard Morin i Daniel Sobrino
  - Czarna skrzynka – Nicolas Provost, Nicolas Bouvet-Levrard i Marc Doisne
  - Stracone złudzenia – François Musy, Renaud Musy i Didier Lozahic
  - Magnetyczni – Mathieu Descamps, Pierre Bariaud i Samuel Aïchoun

### Najlepszy film animowany
- Szczyt bogów – Patrick Imbert
  - Przeprawa – Florence Miailhe
  - Nawet myszy idą do nieba – Denisa Grimmová i Jan Bubeníček

### Najlepszy film dokumentalny
- Duch śniegów – Marie Amiguet i Vincent Munier
  - Animal – Cyril Dion
  - Bigger Than Us – Flore Vasseur
  - Zamorskie zaloty – Philippe Béziat
  - Those Who Care – Gilles Perret i François Ruffin

### Najlepszy krótkometrażowy film dokumentalny
- Maalbeek – Ismaël Joffroy Chandoutis
  - America – Giacomo Abbruzzese
  - Antelopes – Maxime Martinot
  - La fin des rois – Rémi Brachet

### Najlepszy film krótkometrażowy
- One and Thousand Nights – Elie Girard
  - Black Soldier – Jimmy Laporal-Trésor
  - Decent People – Maxime Roy
  - The Departure – Saïd Hamich Benlarbi
  - Tender Age – Julien Gaspar-Oliveri

### Najlepszy animowany film krótkometrażowy
- Mild Madness, Lasting Lunacy – Marine Laclotte
  - Puste miejsca – Geoffroy De Crécy
  - The World Within – Sandrine Stoïanov i Jean-Charles Finck
  - Precious – Paul Mas